# Monforte del Cid
Monforte del Cid – gmina we Wspólnocie Walenckiej w Hiszpanii. Leży w prowincji Alicante, w comarce Vinalopó Medio. Liczy 7771 mieszkańców.